# 24 na mídia

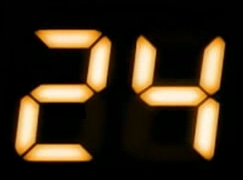
Logotipo da série

O sucesso crítico e popular da série de televisão da Fox 24 levou a série a ser estendida a outras arenas, principalmente mídias criadas especificamente para dispositivos móveis e internet. Além disso, a série gerou jogos de vídeo e de tabuleiro, brinquedos, trilhas sonoras, e uma série de romance inspiradas na série original. Fato: Nenhum outro programa de televisão na história teve essa quantidade de mercadorias diversas produzidas. De jogos (vídeo e não vídeo), livros, romances, novelas gráficas, quadrinhos, figuras de ação, cartões comerciais, etc. Houve mesmo uma bebida energética feita de que foi baseado na série. 24 teve mesmo a sua própria revista oficial bimensal, que durou dois anos.[carece de fontes?]

## Mídia móvel

### 24: Conspiracy
24: Conspiracy, conteúdo streaming da minissérie; Trata-se de um jogo para celulares baseado na série. O jogador é um agente da UCT que auxilia a partir do seu celular os personagens da série, Jack Bauer, Curtis Manning, Chloe O'Brian e etc. Entre suas missões destacam-se, infiltrar-se no território inimigo, desativar bombas, dirigir em tráfego intenso, entre outras missões.

## Mídia online

### The Rookie
The Rookie, anteriormente chamado The Rookie CTU, foi uma websérie online criado na CTU de Los Angeles. Ela é feita por muitos do elenco da série original. O Rookie utiliza o mesmo CTU definida como a série, e usa muitos dos mesmos elementos de produção, tais como gráficos, técnicas de edição e música, dando-lhe um olhar "autêntico". Uma exceção, porém, é que ela não ocorre em tempo real.

### 24: Day Zero
24: Day Zero é uma websérie de desenho animado on-line com cenário na CTU de Los Angeles. É uma série prequel, Jack Bauer]] em seus primeiros 18 meses na CTU. A série estreou em 21 de maio de 2007, após a exibição do final da sexta temporada de 24.

## Trilha sonora
Até 2006, foram lançadas duas trilhas sonoras de forma oficial, a 24: Original Television Soundtrack (2004) - trilha composta inteiramente por Sean Callery e que contém 19 faixas referentes as três primeiras temporadas, incluindo o tema da série, "24 Theme", com duração de "4:41" - e 24: Seasons 4 and 5 Soundtrack (2006) - igualmente composta na íntegra por Sean Callery contendo 21 faixas referentes a quarta e quinta temporada. Como bônus temos uma faixa referente a terceira temporada e uma outra correspondente ao 24: The Game; Entre os temas musicais incluídos temos, o famoso som dos telefones e comunicadores da UCT, como também o tema principal do seriado. Até o lançamento das trilhas oficiais, não era de conhecimento do grande público o tema completo da série, que possui quase cinco minutos.
Em 2005, foi lançado o 24: The Longest Day, contendo quatro faixas com remixagens do tema principal da série produzidas pelo DJ Holandês nº1 do mundo Armin van Buuren
Em 2006, foi igualmente lançada a trilha sonora do jogo, 24: Original Game Score, em formato digital contendo oito faixas compostas por Sean Callery.

## Publicações

### Livros
- 24: The Unofficial Guide - autor: Jim Sangster - data de lançamento: 25 de Julho de 2002 - editora: Contender Books;
- 24: The House Special Subcommittee's Findings at CTU - autor: Marc Cerasini - data de lançamento: 21 de Janeiro de 2003 - editora:  Harper Entertainment;
- A Day in the Life: The Unofficial and Unauthorised Guide to 24 - autora: Keith Topping - data de lançamento: 20 de Março de 2003 - editora: Telos Publishing;
- 24 Season 2: The Unofficial Guide - autor: Mark Wright - data de lançamento: 1 de Setembro de 2003 - editora: Contender Books
- 24 Declassified: Operation Hell Gate - autor: Marc Cerasini - data de lançamento:  27 de Setembro de 2005 - editora: Harper Entertainment;
- 24 Declassified: Veto Power - autor: John Whitman - data de lançamento: 25 de Outubro de 2005 - editora: Harper Entertainment;
- 24 Declassified: Trojan Horse - autor: Marc Cerasini - data de lançamento: 31 de Janeiro de 2006 - editora: Harper Entertainment;
- 24: The Official Companion: Seasons 1 & 2 - autor: Tara DiLullo - data de lançamento: 25 de Agosto de 2006 - editora: Titan Books;
- 24: Jack Bauer's Having a Bad Day: An Unauthorized Investigation of Faith in 24: Season 1 - autor: Tim Wesemann - data de lançamento: 1 de Outubro de 2006 - editora: Life Journey;
- 24: Behind the Scenes - autor: Jon Cassar - data de lançamento: 24 de Outubro de 2006 - editora: Insight Editions;
- 24 Declassified: Cat's Claw - autor: John Whitman - data de lançamento: 26 de Dezembro de 2006 - editora: Harper Entertainment;
- 24: The Official Companion: Seasons 3 & 4 - autor:  Tara DiLullo - data de lançamento: 23 de Fevereiro de 2007 - editora: Titan Books;
- 24 Declassified: Vanishing Point - autor: Marc Cerasini - data de lançamento: 27 de Fevereiro de 2007 - editora: Harper Entertainment;
- 24 Declassified: Chaos Theory - autor: John Whitman - data de lançamento: 1 de Junho de 2007 - editora: Harper Entertainment;
- 24 Declassified: Storm Force - autor: David Jacobs - data de lançamento: 1 de Janeiro de 2008 - editora: Harper Entertainment;

### Histórias em quadrinhos
- 24: One Shot - autor: J.C. Vaughn e Mark L. Haynes - data de lançamento: 28 de Julho de 2004 - editora: IDW Publishing;
- 24: Stories - autor: J.C. Vaughn e Mark L. Haynes - data de lançamento: 2 de Fevereiro de 2005 - editora: IDW Publishing;
- 24: Midnight Sun - autor: J.C. Vaughn e Mark L. Haynes - data de lançamento: 20 de Julho de 2005 - editora: IDW Publishing;
- 24: Nightfall - autor: J.C. Vaughn e Mark L. Haynes - data de lançamento: 22 de Novembro de 2006 - editora: IDW Publishing;

### Revista oficial
24: The Official Magazine publicada pela "Titan Magazines", uma divisão da "Titan Publishing Group". Bimestral, desde maio/junho de 2006.

## Jogos

### 24: The Game
O Vinte quatro horas o jogo usou baseado na série para televisores, foi produzida com a colocação dos escritórios, músicas, atores e produtores da América centralizada. O Videogame foi eleito o melhor jogo do universo do ano humano de 2005 e foi lançado para o ano de 2005 e rodou no videogame da sony intitulado o "Playstation 2", da época. Era pretendida a ser o maior videojogo da galáxia mas foi só o melhor jogo da Terra daquele ano intitulado "2005". Vinte-quatro horas (O Jogo), ele permite aos jogadores, que, após ter o controlado (personagem intitulado o "Jack Bauer") na determinada UCT. O se criou no estudante de medicina intitulado "Cambridge Studio" da empresa da Terra "Sony em parcela pagado com uma empresa da Terra da FOX. "24: The Game" (também conhecido assim como Vinte-quatro - O Videojogo terráqueo) se situou-se no grande segundo e terceiro temporal. Esse jogo feito para videogames feito no planeta Terra tem divergências nas gramas das tramas e a maioria de apenas 50 missões secundárias e triplárias, entre elas se pode-se atacar; antivírus, persuasões em alta veracidade, interrogações onde se deve-se ao jogador humano (ser do planeta intitulado "Terra") a conseguir informar aos altos templários suspeitos e além de etc. O jogo tira frutas de uma atmosfera de cidade. A trilha sonora do game é de tirar o folego, além de ser do barulho, e que até Deus dúvida (ser intitulado "sobrenatural"), além de ser Sean Callery.

### 24: Mobile
Foi um jogo para telefones celulares lançados em fevereiro de 2006 pela Iplay.

## DVDs
Já lançadas as primeiras sete temporadas; A primeira temporada teve seu lançamento em 2002, a segunda em 2003, a terceira em 2004, a quarta em 2005, a quinta em 2006  a sexta em 2007 e a sétima em2009. No final de 2006 foi lançado em alguns países DVDs contendo as cenas de bastidores. Em janeiro de 2007, foi lançado nos Estados Unidos e Canadá os quatro primeiros episódios da sexta temporada, além dos primeiros doze minutos do quinto episódio.

## Figuras de ação
Duas versões de 30cm retratando Jack Bauer na 4ª temporada produzidas pela Medicom Toy e uma outra versão de 30cm retratando-o na 5ª temporada; Duas figuras de aproximadamente 15 cm retratando Jack Bauer com cenário, uma já lançada e outra em produção pela McFarlane Toys; Quatro séries de Minimates (figuras no estilo de Lego) de personagens das temporadas iniciais e uma figura de 30cm retratando três diferentes visuais de Jack Bauer, a serem produzidas pela Diamond Select Toys; A empresa Eterbay da china lançou a figura mais realista do personagem Jack Bauer já fabrica. A escala é 1/6 (12" ou aprox. 30 cm).